# Les Airelles (Courchevel)
 (mars 2025).
L'article doit être relu — et modifié si nécessaire — par des contributeurs indépendants pour apporter un regard critique aux contributions effectuées en violation des conditions d'utilisation de Wikipédia, tant sur la forme (notamment concernant le style encyclopédique, la proportionnalité) que sur le fond (la neutralité de point de vue, la qualité et l'indépendance des sources).
 (mars 2023).
Les Airelles est un hôtel au style austro-hongrois du XIXe siècle, situé dans la station de Courchevel 1850, dans le quartier du Jardin Alpin.
Sous l'ancienne direction, l'établissement fait partie du consortium The Leading Hotels of the World. Acquis par l'entrepreneur français Stéphane Courbit en 2007, Les Airelles fait partie depuis du groupe LOV Hôtel Collection, la filiale spécialisée en hôtellerie de luxe et rattachée au LOV Group.
Pierre Gagnaire officie au sein de la Maison Les Airelles de 2007 à 2020. Aujourd'hui le restaurant, Carrara, est géré par Marco Garfagnini.

## Historique
En 1988, juste avant les jeux olympiques d'Albertville, Raymonde Fenestraz, originaire de Moutiers et femme d'affaires ayant fait fortune dans l'immobilier de luxe, décide de bâtir un « château des neiges » dans un hôtel des années soixante, bâti à l’origine par l’architecte décorateur Richard Ferbach,.
Raymonde Fenestraz orchestre par la suite une communication internationale pour attirer une clientèle haut-de-gamme, faisant baisser sa part de clientèle française de 70 % à 18 %.
Les Airelles devient le siège du comité olympique et le lieu de villégiature de la princesse Anne d’Angleterre et du prince Albert de Monaco.
En 2004, Madame Fenestraz reçoit la Légion d’honneur récompensant son talent pour exporter l’image d’Épinal de la station.
En 2007, Stéphane Courbit, intéressé par la création d'une chaîne d'hôtels de luxe, acquiert le palace pour 80 millions d'euros et investit environ 50 millions d'euros pour la rénovation et l'agrandissement des lieux ,. Les Airelles, Château de Montagne, se transforme alors en demeure impériale en référence à Sissi l'Impératrice. Le maître d'œuvre de cette restauration est Christophe Tollemer. 
Pierre Gagnaire y officie en cuisine de 2007 à 2020.
En mai 2011, il fait partie avec son voisin le Cheval Blanc des huit premiers hôtels à recevoir la nouvelle distinction française de palace.

## L'hôtel

### Caractéristiques
L'hôtel est composé de 48 chambres dont 15 suites et un appartement privé de 550 mètres carrés. Un Spa, conçu en association avec la marque de cosmétiques La Mer s'y trouve également, ainsi qu'un espace de bien-être avec une piscine intérieure, un jacuzzi intérieur et extérieur, un hammam, un sauna, des douches sensorielles, des cascades d'eau, une grotte à neige et un espace fitness. Une patinoire privée est également mise à disposition.
Le palace est ouvert quatre mois dans l'année.

### Restauration
L'établissement possède 4 restaurants : 
- La Table des Airelles : cuisine française avec des produits bio et locaux
- Le Carrara avec le Chef Marco Garfagnini (anciennement le Piero dont le chef était Pierre Gagnaire[12], puis Riccardo Valore par la suite) : un restaurant gastronomique à l'inspiration italienne
- Le Coin Savoyard : une cuisine du terroir avec des spécialités régionales
- La Cave des Grands Crus : une diversité de choix de vins de Collection

L'établissement possède également un bar et un fumoir.

## Les chalets
Le palace est également composé d'un complexe de trois chalets appelé Les Chalets des Airelles, ainsi que du Chalet Ormello.

### Les Chalets des Airelles
Le complexe des trois chalets s'étend sur 1 200 mètres carrés. Il est composé de 19 chambres dont 5 suites, et peut accueillir jusqu'à 30 personnes.
Le décor des chalets est essentiellement fait de bois et de pierres.

### Le Chalet Ormello
Le Chalet Ormello est constitué de 5 étages, d’une surface totale de 1000 mètres carrés. Le Chalet est composé de 9 chambres dont 2 suites ; sa capacité d'accueil est de 15 personnes.

## Distinctions
- En 2011: Distinction Palace[13]